# Fabrice Paumier
Pour les articles homonymes, voir Paumier (homonymie).
Fabrice Paumier, né le 14 août 1975, est un coureur cycliste français, actif de 1995 à 2002.

## Palmarès
- 1995
  - 3e du Grand Prix de Cannes amateur
- 2000
  - Boucles du Canton de Picquigny
- 2001
  - Circuit du Port de Dunkerque
  - 3e du Grand Prix de la ville de Pérenchies